# Annick Le Goyat
Annick Le Goyat est une traductrice française d'anglais vers le français.

## Biographie
Annick Le Goyat a commencé  à traduire en 1980. Elle a traduit de nombreux livres en français notamment ceux d'Anthony Horowitz (L'Île du Crâne, Maudit Graal, Satanée grand-mère !, Le Faucon malté, série Alex Rider) et l'auteure Shani Boianjiu. Elle a également traduit plusieurs romans indiens de l'anglais (Inde) produits par des auteurs comme Aravind Adiga (Le Tigre blanc (en)), Tarun Tejpal (Loin de Chandigarh, L'Histoire de mes assassins).